# サンテレビジョン川西南中継局
サンテレビジョン川西南中継局（サンテレビジョンかわにしみなみちゅうけいきょく）は、兵庫県宝塚市に置かれているサンテレビジョンのデジタルテレビ中継局。

## 概要
- 当中継局は、兵庫県宝塚市花屋敷荘園2丁目の釣鐘山に置かれ、川西市と宝塚市の一部へ電波を発射している。
- なお、同地に置かれているNHKの中継局については、NHK川西池田テレビ中継放送所を参照のこと。

## 中継局概要
| リモコン キーID | 放送局名             | 物理 チャンネル | 空中線電力 | ERP | 放送対象 地域 | 放送区域 内世帯数 | 偏波面   | 開局年月日     |
| --------------- | -------------------- | --------------- | ---------- | --- | ------------- | ----------------- | -------- | -------------- |
| 3               | SUN サンテレビジョン | 26ch            | 100mW      | 1W  | 兵庫県        | 約7000世帯        | 垂直偏波 | 2010年 12月1日 |

- なお、在阪広域局については、大阪送信所からの電波を受信している。

## 歴史
- 2010年11月12日 - 予備免許交付
- 2010年11月15日 - 試験放送開始
- 2010年11月30日 - 本免許交付
- 2010年12月1日 - 本放送開始